# GNU Solfege
GNU Solfege ist ein Programm zur Gehörbildung und ist nach der Tonlehre Solfège benannt. Es hilft Musikern beim Training des Gehörs, wie zum Beispiel dem Erkennen von Intervallen, Rhythmus oder Tonhöhen. Das Programm ist Freie Software und Teil des GNU-Projekts. Es ist für Linux, macOS und Windows verfügbar und gehört zu den weitverbreitetsten Gehörbildungsprogrammen. Es wird von Tom Cato Amundsen in der Programmiersprache Python entwickelt. Die Version 1.0.0 wurde am 1. April 2001 veröffentlicht.

## Aufgaben
Das Programm ermöglicht das Training in den Kategorien Intervalle, Rhythmus, Theorie, Akkorde, Skalen und Sonstiges. Die Aufgaben sind meist so aufgebaut, dass vorab ein Ton oder Intervall als MIDI abgespielt wird und anschließend die Aufgabe, zum Beispiel das Benennen des Tones, gelöst werden muss.